# Pompeo Landulfo
Pompeo Landulfo (Maddaloni, 1567 – Napoli, 1627) è stato un pittore italiano attivo soprattutto a Napoli.

## Biografia
È stato allievo di Giovanni Bernardo Lama e sembra che abbia successivamente lavorato alle dipendenze Silvestro Buono, dove alcuni critici hanno individuato la sua mano nella Annunciazione a Piano di Sorrento e in altre opere, tra cui Cristo tra i dottori, custodito al Museo Nazionale di Capodimonte, e un dipinto della Pentecoste. A Landulfo è attribuito con certezza il dipinto della Madonna con i Santi Giovanni Battista e Domenico rinvenuto a San Lorenzo Maggiore a Napoli e le Tele della Natività rinvenute a San Gregorio Armeno e San Paolo Maggiore.
Nel 1592 dipinse una Annunciazione, un tempo attribuita al Lama, per la chiesa del Santissimo Corpo di Cristo di Maddaloni. Pochi anni dopo dipinse una Adorazione dei Magi (1595) per San Pietro ad Aram. Nel 1598 dipinse uno Sposalizio della Vergine con Lama per la chiesa Ss. Corpo de Cristo. Nello stesso anno dipinse anche una Madonna in trono con San Martino e Santa Fede e un Sant'Aniello con i Santi Pietro e Biagio, ora custodito nella chiesa Ss. Corpo de Cristo. Per quest'ultima chiesa, dipinse in seguito un'Ultima Cena, un Cristo che porta la Croce, una Madonna dell'Arco e una Madonna del Carmine con Santa Caterina.
Dipinse una pala d'altare per la chiesa di San Matteo a Napoli, raffigurante la Vergine con Gesù Bambino nelle nuvole circondata da angeli. In seguito dipinse una Sacra Famiglia con i Santi Francesco, Catarina e Lucia per la chiesa della Pietà.